# Novo Selo (Csázma)
Novo Selo falu Horvátországban Belovár-Bilogora megyében. Közigazgatásilag Csázmához tartozik.

## Fekvése
Belovártól légvonalban 22, közúton 32 km-re délnyugatra, községközpontjától légvonalban 8, közúton 9 km-re délkeletre, a Monoszlói-hegység északi lejtőin fekszik. A falu belterülete melletti szántóföldeket keletről és délről is nagy kiterjedésű erdők határolják. Egyutcás település, házainak zöme a nyugat-keleti irányú főutca mentén található.

## Története
Novo Selo a község legfiatalabb települése. A 20. században keletkezett, lakosságát csak 1953 óta számlálják önállóan. Azelőtt Miklouš határrésze volt. A szocialista Jugoszláviához tartozott. A fiatalok elvándorlása miatt lakossága folyamatosan csökkent. 1991-től a független Horvátország része. 1991-ben teljes lakossága horvát volt. A délszláv háború idején mindvégig horvát kézen maradt. 2011-ben 48 lakosa volt, akik főként mezőgazdaságból éltek.

## Lakossága
| Lakosság változása | Lakosság változása | Lakosság változása | Lakosság változása | Lakosság változása | Lakosság változása | Lakosság változása | Lakosság változása | Lakosság változása | Lakosság változása | Lakosság változása | Lakosság változása | Lakosság változása | Lakosság változása | Lakosság változása | Lakosság változása |
| ------------------ | ------------------ | ------------------ | ------------------ | ------------------ | ------------------ | ------------------ | ------------------ | ------------------ | ------------------ | ------------------ | ------------------ | ------------------ | ------------------ | ------------------ | ------------------ |
| 1857               | 1869               | 1880               | 1890               | 1900               | 1910               | 1921               | 1931               | 1948               | 1953               | 1961               | 1971               | 1981               | 1991               | 2001               | 2011               |
| 0                  | 0                  | 0                  | 0                  | 0                  | 0                  | 0                  | 0                  | 0                  | 125                | 116                | 89                 | 68                 | 67                 | 66                 | 48                 |

(Lakosságát 1953 óta számlálják önállóan.)